# 豐坪溪
豐坪溪，又稱太平溪，是台灣秀姑巒溪第二大的支流。發源於中央山脈丹大山與馬博拉斯山間，經花蓮縣卓溪鄉，再由花蓮縣玉里鎮大禹里、三民里間注入秀姑巒溪。 
豐坪溪上游是林務局玉里野生動物保護區，世豐電力公司計畫在豐坪溪興建水力發電廠，遭當地山里部落與太平部落抗議。

## 參照
- 台灣河流列表
- 秀姑巒溪

## 外部連結
- 經濟部水利署-秀姑巒溪水系地理圖
- 河川之美系列- 秀姑巒溪之卷(pdf)
- 豐坪溪的未來｜從世豐水力電廠案來看原住民諮商同意、生態基流量 我們的島 （页面存档备份，存于）